# 114. østlige længdekreds
Den 114. østlige længdekreds (eller 114 grader østlig længde) er en længdekreds, der ligger 114 grader øst for nulmeridianen. Den løber gennem Ishavet, Asien, det Indiske Ocean, Australasien, det Sydlige Ishav og Antarktis.